# Скотт, Дэвид
Дэ́вид Рэ́ндольф «Дэйв» Скотт (англ. David Randolph «Dave» Scott; род. 6 июня 1932, Сан-Антонио, Техас) — астронавт НАСА, один из третьей группы астронавтов, названных НАСА в октябре 1963 года, и командир космического корабля «Аполлон-15». Седьмой из 12 человек, побывавших на Луне, а также первый, кто передвигался по её поверхности на самоходном транспорте. Суммарно совершил 5 выходов в безвоздушное пространство, поставив тем самым мировой рекорд, который продержался 13 лет. Разместил в 1971 году на поверхности Луны композицию «Павший астронавт», которая с тех пор и поныне остаётся единственной художественной инсталляцией на Луне.

## Биография
Родился на базе военно-воздушных сил «Рэндольф», в честь которой был назван впоследствии, возле Сан-Антонио, штат Техас, был активистом среди бойскаутов. Обучался в Техасском военном институте и Вест-Пойнте, по направлению «Аэронавтика и астронавтика» и «Инженерия в аэронавтике и астронавтике». Защитил докторскую диссертацию в Мичиганском университете в 1971 году.
18 апреля 1975 года, в возрасте 42 лет, был назначен директором Лётно-исследовательского центра имени Драйдена НАСА. В этой должности он оставался до 30 октября 1977 года.

## Награды и заслуги
- Награждён Крестом «За выдающиеся летные заслуги» от ВВС (англ. Air Force Distinguished Flying Cross), двумя медалями ВВС «За выдающиеся заслуги» (англ. Air Force Distinguished Service Medal).
- Награждён двумя медалями НАСА «За выдающиеся заслуги», медалью НАСА «За исключительные заслуги» (англ. NASA Exceptional Service Medal).
- Его имя внесено в Зал славы американских астронавтов (англ. U.S. Astronaut Hall of Fame).

## Филателистический скандал
После полета на «Аполлоне-15» оказался в центре скандала с космическими почтовыми сувенирами, что отрицательно сказалось на его дальнейшей карьере. По возвращении на Землю обнаружилось, что он без разрешения взял с собой на Луну с ведома и при участии своего экипажа 398 памятных конвертов первого дня, сто из которых были затем проданы немецкому торговцу почтовыми марками. Несмотря на то, что такой поступок не нарушал законодательства, руководство решило показательно наказать Скотта и других членов экипажа, поэтому никто из них больше не летал в космос.
Согласно автобиографии руководителя отряда астронавтов Дональда Слейтона (Deke! [ISBN 978-0-312-85918-3]), тот посчитал, что Скотт, Уорден и Ирвин поставили в затруднительное положение НАСА и программу «Аполлон», попытавшись таким способом нажиться на тяжёлом труде, вложенном в миссию «Аполлона-15», не говоря уже о том, что это совершенно противоречило правилам НАСА. Он встретился с ними, и они рассказали ему, что и зачем они сделали. Именно тогда Слейтон вывел их из резервного состава экипажа «Аполлона-17» и фактически прервал их карьеру астронавтов. Скотт перешёл на работу в Центр пилотируемых космических полётов (Manned Spacecraft Center), а Уорден — в исследовательский центр Амес (Ames Research Center). Ирвин ушёл из НАСА, став проповедником.

## Личная жизнь
Женат, двое детей (от первого брака). Увлечение: плавание, гандбол, катание на лыжах и фотографии.